# Вплив пандемії COVID-19 на футбол
Пандемія коронавірусної хвороби 2019 спричинила негативний вплив на футбол у цілому світі, віддзеркалюючи свій вплив на всі види спорту та спортивні змагання. По всьому світу у тому чи іншому ступені були скасовані або відкладені регулярні футбольні змагання та розіграші футбольних ліг.

## Клубний футбол
Станом на 25 травня 2020 року Йокарі-Ліга, Білоруська футбольна вища ліга та Ліга Прімера Нікарагуа були єдиними 3 відомими вищими дивізіонами національних футбольних ліг, які не припинили розіграш унаслідок пандемії COVID-19.

### Африка
Як Ліга чемпіонів КАФ, так і розіграш Кубка конфедерації КАФ, були перенесені на пізніші терміни, та відновлені в жовтні 2020 року.

### Азія

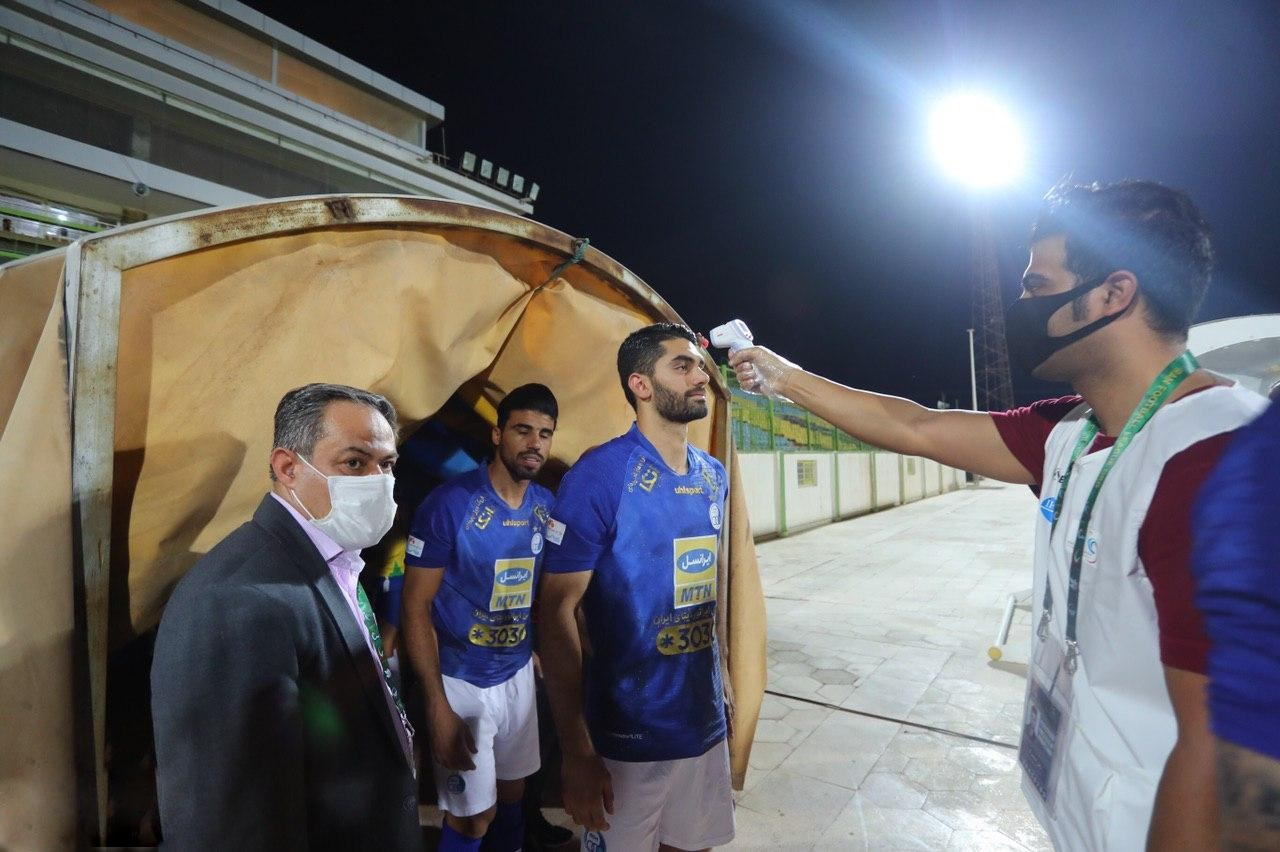
Вимірювання температури тіла футболістів перед матчем Про-ліги Перської затоки.

У Китаї розіграш Китайська Суперліга 2020 року був перенесений у зв'язку з епідемією коронавірусної хвороби в країні. У Гонконзі Кубок місячного нового року 2020 року, який є матчем між збірною Гонконгу та збірною гонконзької футбольної ліги, було скасовано 23 січня 2020 року, Кубок місячного нового року 2021 року було скасовано 2 лютого 2021 року, а Кубок місячного нового року 2022 року було скасовано 7 січня 2022 року. Інші ліги в постраждали країнах Азії, зокрема К-Ліга 1 у Південній Кореї та Джей-ліга 1 у Японії, також припинили свій розіграш. Ліга чемпіонів АФК і Кубок АФК також постраждали внаслідок пандемії, ряд матчів групового етапу та плей-оф азійських клубних турнірів було перенесено.
Згідно з повідомленням прес-служби K-Ліги, K-Ліга 1 2020 року відновила розіграш 8 травня 2020 року, змінивши початковий розклад турніру, старт якого був запланований на 29 лютого 2020 року.
В Індії перенесли більшість матчів першої ліги, а фінал Індійської Суперліги відбувся без глядачів.
У зв'язку зі сплеском нових випадків COVID-19 Пекінський муніципальний центр управління спортивними змаганнями 15 червня 2020 повідомив року про призупинення сезону 2020 року Китайської Суперліги. 1 липня повідомлено, що сезон розпочнеться 25 липня.
9 липня 2020 року повідомлено, що Кубок АФК відновить розіграш 23 вересня і завершиться 12 грудня, а матчі групового етапу будуть проходити у визначених містах. Однак пізніше сезон було скасовано 10 вересня, а наступного дня було оголошено недійсним.
У Лізі чемпіонів АФК повідомили, що Катар прийматиме всі матчі західного регіону ліги після її перезапуску. Еміратський клуб «Аль-Вахда» не змогла поїхати до Катару, щоб зіграти решту матчів групового етапу через те, що в кількох членів команди підтвердився позитивний результат тестування на COVID-19. Згідно рішення АФК еміратську команду зняли з турніру, а результати всіх їх попередніх матчів було скасовано. Така сама історія сталась з чинним чемпіоном АФК саудівським клубом «Аль-Гіляль», коли вони не змогли назбирати 13 гравців на матч, що було обов'язковою умовою для проведення матчу, і не змогли зіграти свій останній матч групового етапу проти «Аш-Шабаб» з Дубая через те, що у них залишилося лише 11 гравців, а в решти членів команди був позитивний тест на COVID-19; отже, саудівська команда також вважалися такою, що знялася зі змагань, а всі їхні попередні матчі вважалися анульованими та не бралися до уваги при визначенні остаточної турнірної таблиці групи.
Катар також приймав усі матчі Східного регіону Ліги чемпіонів АФК після її відновлення. Однак малайзійський клуб «Джохор Дарул Тазім» не зміг поїхати до Катару, щоб зіграти останні 4 матчі групового етапу, після того, як малайзійський уряд відмовив їм у дозволі на поїздку у зв'язку з обмеженням на поїздки внаслідок пандемії COVID-19. Результати матчів малайзійської команди були скасовані, і не вплинули на підсумкову турнірну таблицю групи.
У Лізі чемпіонів АФК 2021 року три команди з Австралії, «Сідней», «Мельбурн Сіті» та «Брисбен Роар», знялися зі змагань після жеребкування. Крім того, китайські команди «Гуанчжоу», «Бейцзін Гоань» і «Шанхай Порт» вирішили грати в Лізі чемпіонів своїми молодіжними та резервними складами.

### Європа

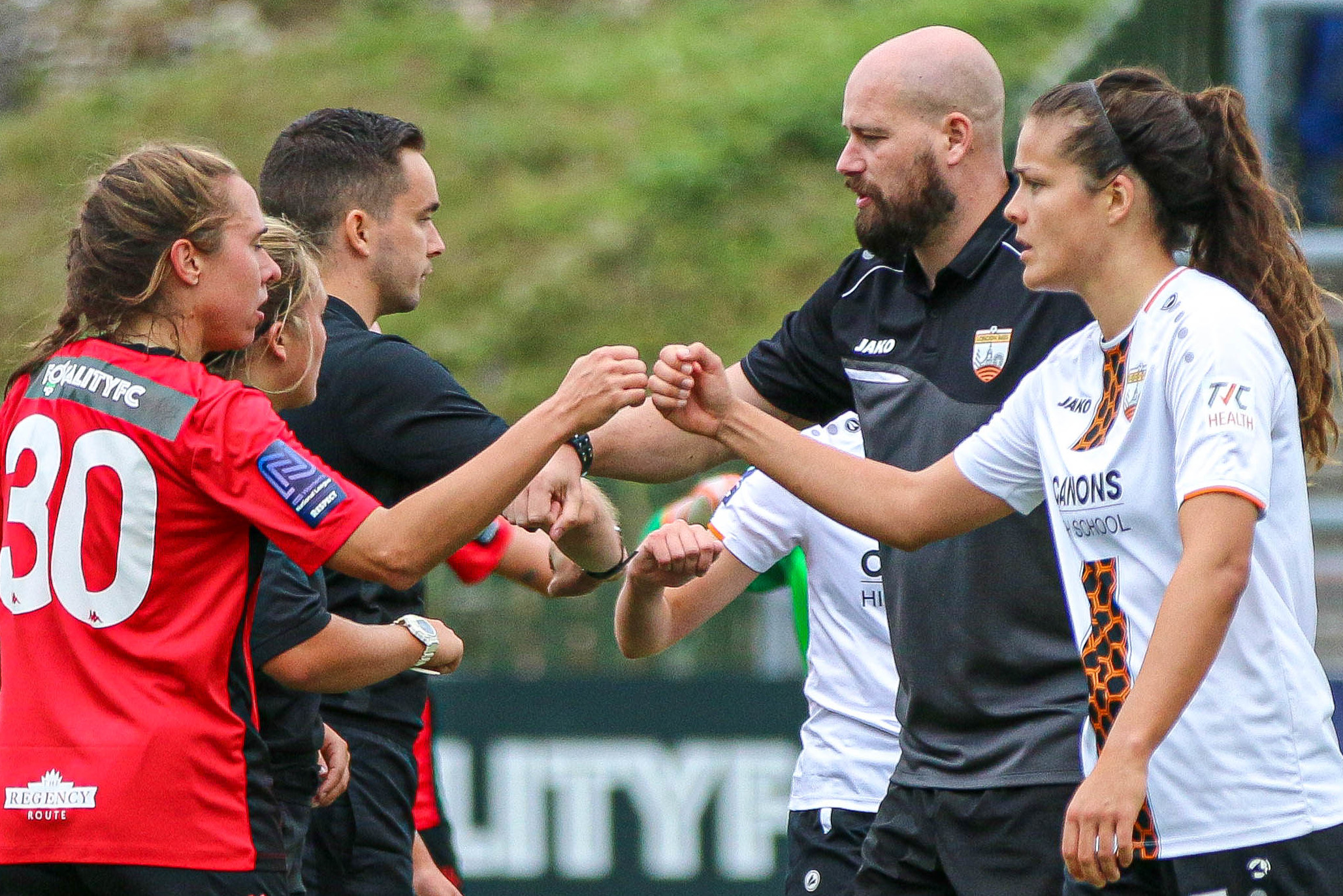
Післяматчеві рукостискання замінили удари кулаком і ліктем (серпень 2020)

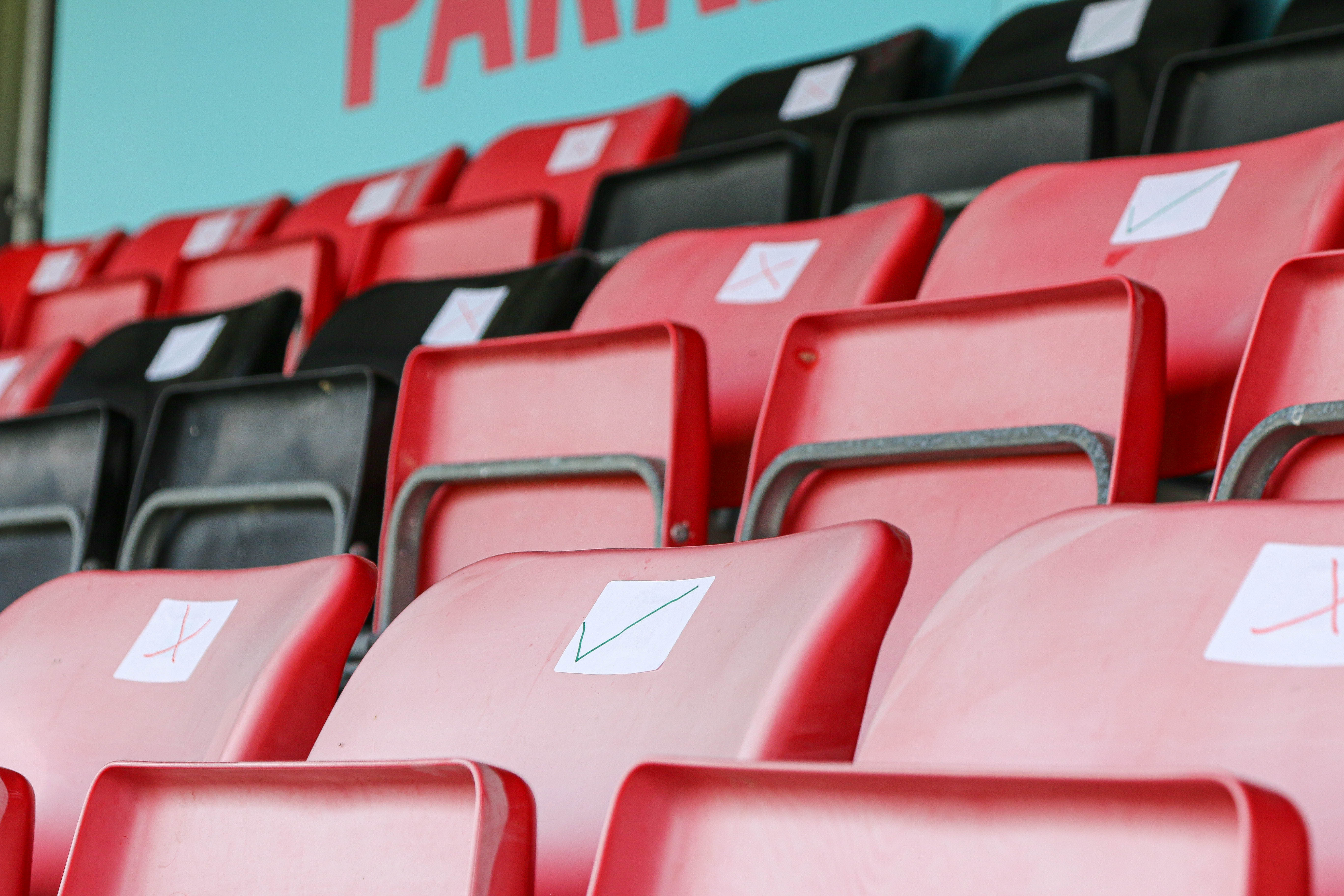
Місця на стадіоні «Дріппінг Пен» з позначками для соціального дистанціювання

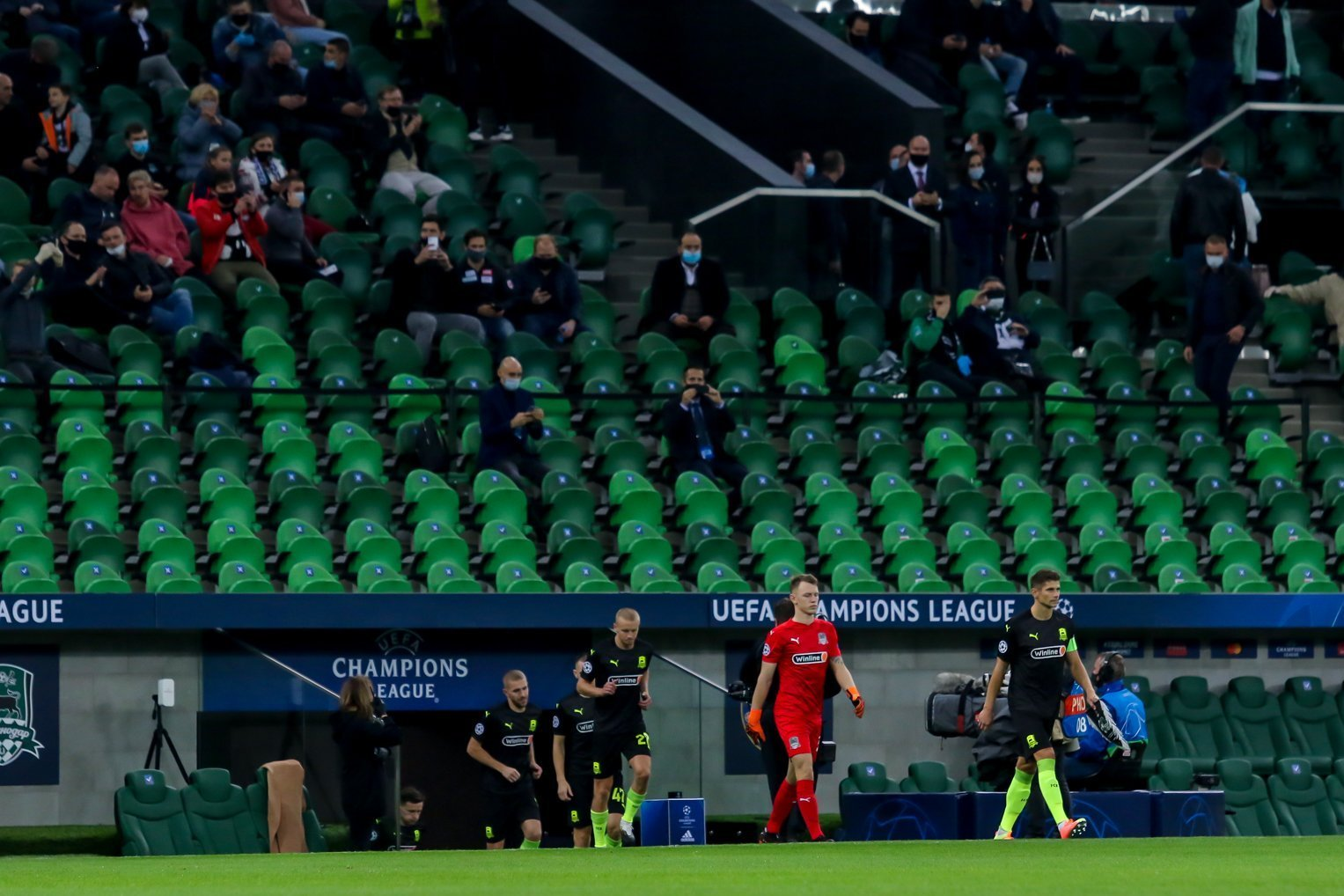
Матч Ліги чемпіонів УЄФА між ФК «Краснодар» і «Челсі» в присутності обмеженої кількості глядачів (жовтень 2020 року).

У Європі низка матчів плей-оф у Лізі чемпіонів і Лізі Європи в лютому та березні 2020 року проходили без глядачів. 12 березня 2020 року УЄФА повідомила, що елітний кваліфікаційний раунд чоловічої та жіночої ліги до 17 років, і юнацькі міжнародні турніри до 19 років будуть перенесені. Наступного дня УЄФА переніс усі матчі Ліги чемпіонів, Ліги Європи та Юнацької ліги УЄФА на наступний тиждень. 17 червня УЄФА повідомила, що Ліга чемпіонів відновиться в Португалії, а Ліга Європи в Німеччині в серпні, але всі раунди будуть одноматчевими, за винятком 1/8 фіналу Ліги Європи, де перша гра вже була зіграна.
У лютому та березні 2020 року пандемія вплинула на проведення переважної більшості внутрішніх європейських ліг. Після того, як низка матчів були перенесені або проведені без глядачів, італійська Серія А була зупинена 9 березня 2020 року.12 березня Ла-Ліга та Сегунда Дивізіон були зупинені щонайменше на два тижні після того, як у гравця клубу «Реал Мадрид» підтвердився позитивний результат тесту на коронавірус, що призвело до того, що футболісти мадридського клубу вимушені були піти на карантин. Ередивізі також була призупинена (24 квітня було офіційно оголошено про закінчення сезону без нагородження чемпіона), а Ліга 1 і німецька Бундесліга невдовзі після цього також наслідували її приклад (Ліга 1 зрештою завершилася 27 квітня після того, як прем'єр-міністр Франції наказав скасувати всі спортивні змагання до 1 вересня, а чемпіоном було оголошено «Парі Сен-Жермен»). Згодом німецька Бундесліга поновила розіграш 16 травня після паузи.
10 березня матч Прем'єр-ліги між «Манчестер Сіті» та «Арсеналом», який мав відбутися наступного дня, було відкладено через те, що кілька гравців «Арсеналу» тісно контактували з власником «Олімпіакоса» Вангелісом Марінакісом, у якого підтвердився позитивний тест на коронавірус після того, коли обидві команди 13 днів тому зустрічалися в Лізі Європи. Позитивний результат тесту на коронавірус виявлено також у головного тренера «Арсеналу» Мікеля Артети, що призвело до того, що матч його команди Прем'єр-ліги проти «Брайтон енд Гоув Альбіон», який мав відбутися у найближчі вихідні, також було відкладено. Станом на 13 березня було зареєстрований вже кілька випадків хвороби у гравців вищезазначених ліг; зокрема у футболістів Серії А Даніеле Ругані та Маноло Габб'ядіні, футболіста другої Бундесліги Тімо Гюберса і футболіста англійської Прем'єр-ліги Каллума Гадсона-Одоя. У Ругані був позитивний результат тесту, проте симптомів хвороби в нього не було. 13 березня англійський елітний футбол був призупинений до початку квітня, включаючи Прем'єр-лігу, Футбольну лігу Англії, Жіночу Суперлігу Англії та Чемпіонат Англії серед жінок.
До 19 березня 2020 року Білоруська футбольна вища ліга була єдиною активною вищою лігою в усіх 55 асоціаціях-членах УЄФА.
5 травня 2020 року виконавчий директор Шотландської професійної футбольної ліги Ніл Донкастер підсумував ситуацію у своїй країні під час відеоконференції за участю Шотландської футбольної асоціації, Шотландської асоціації регбі та інших спортивних організації щодо пандемії COVID-19; він заявив, що «виручка становить набагато більшу частку нашого доходу, ніж в Англії, яка отримує вигоду від величезних телевізійних угод, тому поки ми не повернемося до гри перед натовпом, наші ліги залишатимуться в серйозній небезпеці».
У червні 2020 року президент футбольного клубу англійської Прем'єр-ліги «Тоттенгем Готспур» Деніел Леві повідомив, що клуб взяв кредит у 175 мільйонів фунтів стерлінгів у Банку Англії. Леві повідомив, що гроші були витрачені на подолання наслідків пандемії коронавірусної хвороби для клубу.
30 червня 2020 року виконавчий директор Прем'єр-ліги Річард Мастерс повідомив про виділення 1 мільйона фунтів стерлінгів для наступних сезонів жіночої Суперліги та Чемпіонату для послаблення впливу пандемії коронавірусної хвороби.
1 липня 2020 року клуб «Віган Атлетік» потрапив під зовнішню адміністрацію внаслідок негативного впливу на клуб карантину під час пандемії. Призначивши тимчасовими адміністраторами Пола Стенлі, Джеральда Краснера та Діна Уотсона з агентства «Begbies Traynor», клуб став першим професійним клубом в Англії, який запросив адміністраторів з початку пандемії. Крім того, багато малих англійських футбольних клубів сильно постраждали від пандемії, оскільки вони покладаються на продаж квитків для отримання прибутку.
Німецька Бундесліга стала першою великою європейською лігою, яка повернулася до гри після пандемії 16 травня 2020 року. У наступні тижні багато інших ліг наслідували цей приклад. Іспанська Ла Ліга повернулася 11 червня, англійська Прем'єр-ліга — 17 червня, а італійська Серія А — 20 червня.
19 червня 2020 року клуб «Ростов» програв клубу «Сочі» з рахунком 1–10 у російській Прем'єр-лізі сезону 2019—2020, після того, як ростовська команда виставили на матч юніорський склад унаслідок того, як 6 гравців основної команди були інфіковані COVID-19; тому всю команду помістили на карантин.
Ліга чемпіонів УЄФА сезону 2019—2020 років була відновлена в серпні у столиці Португалії Лісабоні у форматі лише одного матчу в кожному раунді.
У попередньому раунді Ліги чемпіонів УЄФА 2020—2021 років матч косовського клубу «Дріта» проти північноірландського «Лінфілда» у швейцарському місті Ньйоні було скасовано через те, що у двох гравців «Дріти» підтверджено позитивний результат тесту на COVID-19, і швейцарці помістили всю команду на карантин; зрештою «Лінфілду» присудили перемогу з рахунком 3–0. У першому кваліфікаційному раунді цього ж турніру фарерський клуб «Клаксвік» отримав технічну перемогу над братиславським «Слованом» з рахунком 3-0, у цьому двобої матч був спочатку відкладений через те, що в одного зі співробітників словацької команди підтвердився позитивний результат тестування на COVID-19, а пізніше позитивний тест підтвердився й у гравця братиславської команди, зрештою влада Фарерських островів помістила всю команду на карантин, а «Клаксвік» згодом отримав технічну перемогу.
У вересні 2020 року німецька команда «Ріпфорт/Мольцен ll» програла команді «Гольденштедт ll» у восьмій за рівнем лізі Німеччини Крайскляссе з рахунком 37–0. «Гольденштедт II», гравці якого контактували у попередній грі з особою, в якої був позитивний тест на COVID-19, відмовився перенести матч; унаслідок цього «Ріпдорф/Мольцен ll» виставив на гру лише 7 футболістів, та не чинив жодного опору в грі.
4 жовтня 2020 року італійський клуб «Наполі» вирішив не їхати до Турину, щоб зіграти матч Серії А проти «Ювентуса», оскільки у 2 його гравців разом із співробітником клубу підтверджено позитивний результат тесту на COVID-19. Пізніше «Ювентусу» присудили перемогу з рахунком 3-0, а з «Наполі» дисциплінарна комісія зняла 1 очко як покарання за порушення карантинних протоколів і неявку на матч.
У Лізі націй УЄФА 2020—2021 років були скасовані 2 матчі, збірних Румунії проти Норвегії та Швейцарії проти України, у зв'язку з позитивними тестами у складі команд.
У січні 2021 року лондонський «Арсенал» отримав кредит у розмірі 120 мільйонів фунтів стерлінгів від Банку Англії для компенсації наслідків пандемії COVID-19.
У грудні 2021 року два матчі Ліги чемпіонів УЄФА 2021—2022 років — «РБ Лейпциг» проти «Манчестер Сіті» та «Баварія» проти «Барселони» — були зіграні без глядачів у зв'язку із карантином, встановленим урядом Німеччини; тому глядачам знову заборонили відвідувати ігри.

### Північна Америка

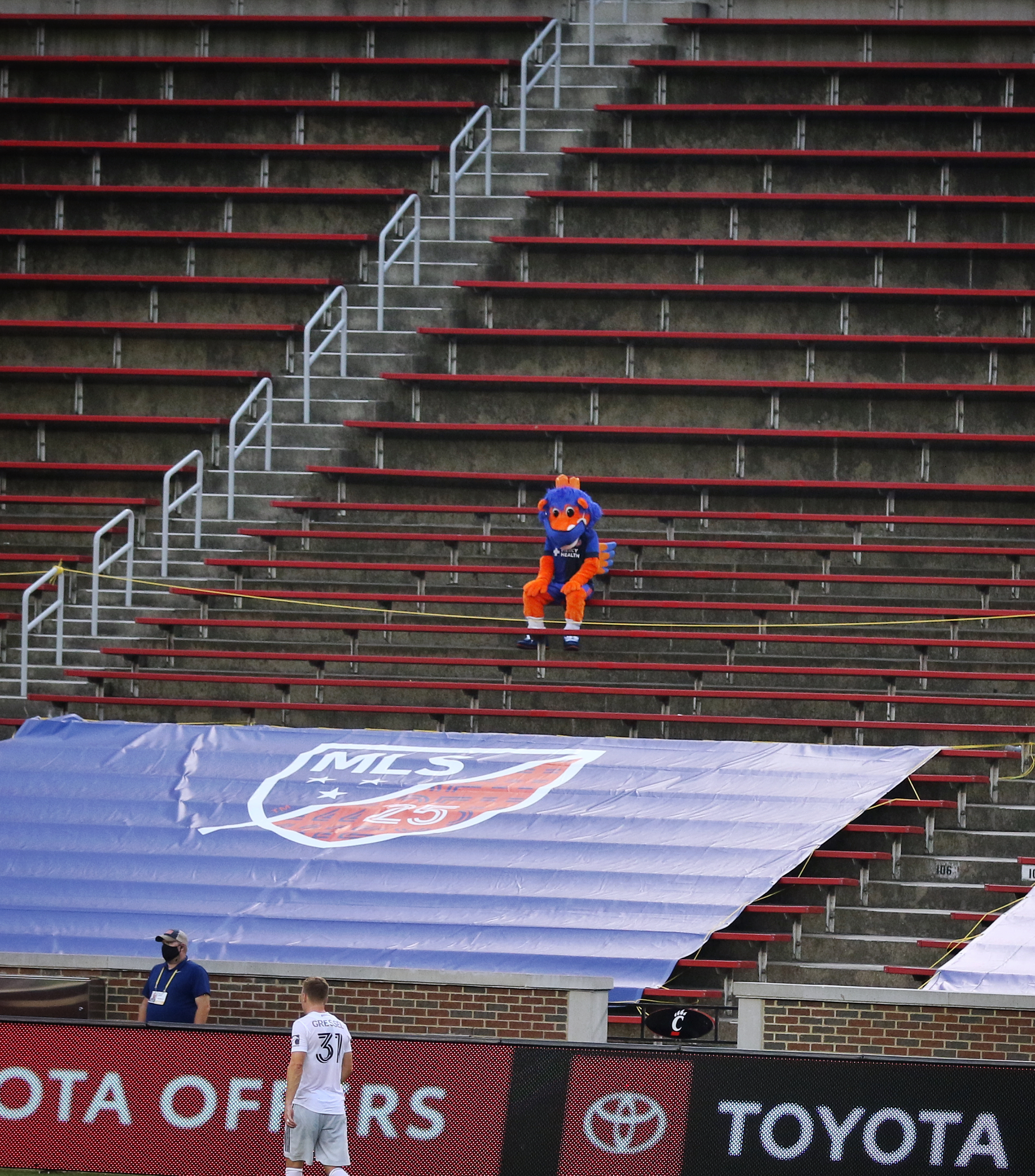
Матч ФК «Цинциннаті» під час сезону MLS 2020 року без уболівальників (серпень 2020 року)

12 березня 2020 року прийнято рішення про негайне призупинення розіграшу Ліги чемпіонів КОНКАКАФ. Усі інші змагання КОНКАКАФ, заплановані на наступний місяць, також були призупинені. 10 листопада повідомлено, що змагання відновляться в грудні, та проходитимуть на спеціально призначених місцях в Орландо на нейтральному полі.
Також 12 березня 2020 року Національна жіноча футбольна ліга, яка не могла розпочати сезон до 18 квітня, скасувала свої передсезонні матчі, а також наклала мораторій на тренування команд, який спочатку тривав до 22 березня.
12 березня 2020 року розіграш Major League Soccer призупинено на 30 днів. 19 березня зупинка розіграшу Major League Soccer було продовжено із запланованою датою повернення 10 травня. 14 квітня MLS повідомила, що «надзвичайно малоймовірно, виходячи з вказівок федеральних і місцевих органів охорони здоров'я», що вони досягнуть цієї мети, і заявила, що «наша мета — грати якомога більше ігор, і хоча зараз у нас достатньо дат, щоб зіграти весь сезон, ми розуміємо, що це може бути важко». Також були скасовані Відкритий Кубок США 2020 року, Кубок ліги 2020 року, Кубок Кампеонес 2020 року і Матч усіх зірок MLS 2020 року.
20 березня 2020 року канадська Прем'єр-ліга повідомила про перенесення початку сезону, який мав розпочатися 11 квітня.
12 березня 2020 року було достроково припинено сезон ліги шоуболу Major Arena Soccer League 2019—2020 років.
12 березня Чемпіонат USL призупинив сезон 2020 року щонайменше на 30 днів.
12 березня Національна незалежна футбольна асоціація призупинила весняну частину свого сезону 2019—2020 щонайменше на 30 днів. 27 квітня, після другого призупинення турніру, незалежна футбольна асоціація повідомила про скасування решти весняного сезону 2020 року.
Матчі 10-го тижня Ліги MX, Жіночої Ліги MX і Ассенсо MX відбулися, але станом на 15 березня 2020 року власники клубів і керівництво ліги прийняли рішення відкласти всі футбольні змагання в Мексиці на невизначений термін. 22 травня керівництво мексиканського футболу повідомило про припинення розіграшу поточного чемпіонату Ліги МХ Клаусури 2020.
8 липня 2020 року MLS повідомила про повернення розіграшу ліги з міні-турніру під назвою «MLS is Back Tournament» у спортивному комплексі «ESPN Wide World of Sports Complex» у Дісней Ворлд неподалік Орландо, із зарахуванням усіх матчів групового етапу. до турнірної таблиці регулярного сезону. На той час регулярний сезон було відновлено з меншою кількістю матчів і обмеженою відвідуваністю або взагалі без глядачів, а плей-оф турніру розпочався в листопаді. Канадським командам у лізі довелося зіграти решту матчів у Сполучених Штатах у зв'язку з обмеженням на перетин кордону. Ця практика продовжилась і в сезоні MLS 2021 року після того, як обмеження на поїздки продовжили діяти.
24 липня 2020 року. Ліга MX урочисто відкрила сезон ліги 2020—2021 років, названий «Torneo Guard1anes 2020». Сезон був присвячений медичним працівникам Мексики, зокрема тим, які беруть безпосередню участь у боротьбі з епідемією хвороби в країні. У лізі дебютував клуб «Масатлан», замінивши розпущений клуб «Монаркас» з Морелії.
29 липня 2020 року канадська Прем'єр-ліга оголосила про повернення до гри з 13 серпня зі зміненим форматом під назвою «Острівні ігри» для визначення чемпіона 2020 року. Ці ігри проходили без глядачів в Університеті Острова Принца Едварда в Шарлоттауні на Острові Принца Едварда. Скорочений сезон завершився фіналом у вересні 2020 року.

### Південна Америка
12 березня 2020 року КОНМЕБОЛ оголосила про тимчасове призупинення розіграшу Кубка Лібертадорес. Крім того, розіграш Південноамериканського кубка було призупинено після першого раунду у зв'язку з пандемією COVID-19, і він відновився 27 жовтня 2020 року, а фінал турніру перенесено на кінець січня 2021 року.
15 березня всі футбольні змагання вищого рівня в Бразилії були призупинені до квітня.
Академічні дослідження проаналізували і порівняли протоколи безпечного повернення головних футбольних ліг та асоціацій із протоколами чемпіонату Бразилії, а також дослідили кількість спалахів COVID-19 у клубах, які грали в Серії A чемпіонату Бразилії 2020 року. Дослідження документів було проведено шляхом аналізу статей, опублікованих на відкритих веб-сайтах футбольних ліг і федерацій. Досліджувались національні та міжнародні протоколи повернення до змагань, а також документування поодиноких випадків та спалахів COVID-19 у бразильському чемпіонаті. Виявлено, що в чемпіонаті Бразилії повернення до гри відбулося в той час, коли кількість випадків COVID-19 зростала, і цей факт, який разом із децентралізацією міст для проведення матчів, ймовірно, був пов'язаний із кількістю виявлення нових випадків хвороби.

### Океанія
У Новій Зеландії 3 головні змагання — чемпіонат Нової Зеландії з футболу, Кубок Чатема та Кубок Кейт Шеппард — були скасовані новозеландською футбольною федерацією. Сезон чемпіонату Нової Зеландії з футболу 2019—2020 років завершився після 18 тижнів, переможцем було оголошено «Окленд Сіті». 23 квітня національний чоловічий і жіночий кубки з футболу були скасовані за тиждень до початку попередніх раундів. Це був перший випадок, коли Кубок Чатема був скасований після закінчення Другої світової війни. 15 січня 2021 року ФІФА повідомила, що «Окленд Сіті» відмовився від участі в клубному чемпіонаті світу з футболу 2020 року у зв'язку з пандемією COVID-19 та відповідними карантинними заходами, які запроваджені владою Нової Зеландії. 4 червня 2021 року ОФК оголосив, що Ліга чемпіонів ОФК 2021 року була скасована, і жодній команді не буде присвоєно титулу переможця.

## Міжнародні футбольні змагання
13 березня 2020 року ФІФА оголосила, що клуби не повинні відпускати гравців до своїх національних збірних під час міжнародних вікон у березні та квітні 2020 року, а гравці також мають можливість відмовитися від виклику без будь-яких наслідків. ФІФА також рекомендувала відкласти всі міжнародні матчі протягом цих вікон, хоча остаточне рішення залишалося за організаторами змагань або товариських матчів.
9 березня 2020 року ОФК оголосила про перенесення всіх турнірів до травня 2020 року.

### Кваліфікація чемпіонату світу з футболу
Відбіркові матчі чемпіонату світу з футболу 2022 року були зірвані внаслідок пандемії COVID-19. У березні 2020 року повідомлено, що матчі кваліфікації АФК, які мали відбутися в березні та червні 2020 року, перенесено на більш пізні терміни. Кваліфікаційні матчі в південноамериканській зоні, які мали відбутися в березні 2020 року, також були перенесені на більш пізніші терміни.

### Олімпійські кваліфікаційні турніри
Також були перенесені матчі плей-оф між збірними Південної Кореї та Китаю у рамках жіночого олімпійського кваліфікаційного турніру АФК до літніх Олімпійських ігор 2020 року.

### Континентальні турніри
17 березня 2020 року КАФ повідомила, що Чемпіонат африканських націй 2020 року перенесено на більш пізній термін у зв'язку з пандемією. 30 червня КАФ повідомила, що турнір відбудеться в січні 2021 року.
10 вересня 2020 року АФК повідомила, що Кубок Солідарності АФК 2020 року буде скасовано.
Висловлена стурбованість щодо проведення чемпіонату Європи з футболу 2020 року, який мав пройти в 12 приймаючих містах по всій Європі, й можливого інфікування коронавірусом гравців, персоналу і відвідувачів турніру. Президент УЄФА Александер Чеферін заявив, що організація впевнена, що з цією ситуацією можна впоратися, тоді як генеральний секретар Теодор Теодорідіс заявив, що УЄФА підтримує контакт із Всесвітньою організацією охорони здоров'я та урядами країн щодо ситуації з поширенням коронавірусу. УЄФА повідомила, що 17 березня 2020 року відбудеться відеоконференція з представниками 55 асоціацій-членів разом із представниками міжнародної асоціації професійних футболістів та правління Асоціації європейських клубів і асоціації професійних європейських ліг, щоб обговорити реакцію на спалах на внутрішніх і європейських змаганнях, включно з Євро-2020. У результаті чемпіонат Європи був перенесений на 2021 рік. Унаслідок цього чемпіонат Європи з футболу серед жінок 2021 року було перенесено на рік, оскільки початкові дати збігалися зі зміненими датами чоловічого Євро-2020 і літніх Олімпійських ігор 2020 року.
17 березня 2020 року КОНМЕБОЛ повідомила, що проведення Кубка Америки 2020 року перенесено на 2021 рік.
21 квітня 2020 року ОФК повідомила, що внаслідок пандемії та труднощами з перенесенням на іншу дату в міжнародному календарі матчів ФІФА Кубок націй ОФК 2020 буде скасовано.
Жіночий Кубок Азії 2022 року був зіпсований випадками COVID-19 серед багатьох команд-учасниць. Найбільше постраждала збірна Індії, яка була змушена відмовитися від участі в турнірі внаслідок того, що велика кількість гравчинь не могли взяти участь у турнірі через COVID-19 або травми.

### Молодіжні турніри
3 квітня 2020 року ФІФА повідомила, що молодіжний чемпіонат світу з футболу серед жінок 2020 року, який мав відбутися в Панамі та Коста-Риці в серпні, і жіночий юнацький чемпіонат світу з футболу 2020 року, який мав відбутися в Індії в листопаді, будуть відкладені та перенесені.

## Університетський футбол
Два члени футбольного дивізіону I Національної асоціації студентського спорту повідомили, що вони негайно виключили свої чоловічі футбольні команди з турніру. 14 квітня першим це зробив Університет Цинциннаті, посилаючись на «серйозні виклики та широку невизначеність», спричинені пандемією. Пізніше, 26 травня, Державний університет Аппалачів відмовився виставляти на змагання 3 свої чоловічі команди, у тому числі й з футболу, «унаслідок фінансового впливу пандемії COVID-19».
- Чоловічий футбольний турнір «Atlantic 10» на сезон 2020 року був скорочено з 8 команд до 4, щоб мінімізувати поїздки та ймовірність зараження.[107]
- Спортивну конференцію університетського спорту «Велика Східна конференція» поділено на два дивізіони, «Схід» і «Середній Захід», щоб мінімізувати поїздки та зменшити кількість матчів у конференції.[108]
- Чоловічий футбольний турнір «Великої південної конференції» лише на сезон 2020 року було скорочено з 6 команд до 4, щоб мінімізувати поїздки та зараження.[109]
- «Велика Західна конференція» повністю скасувала сезон ліги 2020 року.[110]
- «Metro Atlantic Athletic Conference» повідомила, що чоловічий футбольний сезон розпочнеться 11 вересня, а не 28 серпня.[111]
- «Середньоамериканська конференція» припинила проведення футбольних турнірів серед чоловіків і жінок.[112]
- Чоловічий футбольний турнір «Південної конференції» лише на сезон 2020 року було скорочено з 6 команд до 4, щоб мінімізувати поїздки та зараження.[113]

## Список постраждалих турнірів

### Ліги
Список постраждалих найвищих футбольних ліг:

#### Зупинені
| Ліга                                         | Країна               | Сезон              | Дата початку      | Дата зупинки    | Чемпіон (якщо визначений) | Джерело |
| -------------------------------------------- | -------------------- | ------------------ | ----------------- | --------------- | ------------------------- | ------- |
| Панамська футбольна ліга                     | Панама               | Апертура 2020      | 25 січня 2020     | 17 березня 2020 | не визначено              | [ 114 ] |
| АСБ Прем'єршип                               | Нова Зеландія        | 2019–2020          | 1 листопада 2019  | 18 березня 2020 | Окленд Сіті               | [ 85 ]  |
| Перший дивізіон Сальвадору                   | Сальвадор            | Клаусура 2020      | 18 січня 2020     | 20 березня 2020 | не визначено              | [ 115 ] |
| Національна ліга Гватемали                   | Гватемала            | Клаусура 2020      | 17 січня 2020     | 25 березня 2020 | не визначено              | [ 116 ] |
| Суперліга жіночого футболу                   | Бельгія              | 2019–2020          | 23 серпня 2019    | 27 березня 2020 | Андерлехт                 | [ 117 ] |
| Прем'єр-ліга Маврикію                        | Маврикій             | 2019–2020          | 22 листопада 2019 | 6 квітня 2020   | не визначено              | [ 118 ] |
| Чеський перший дивізіон (жінки)              | Чехія                | 2019–2020          | 17 серпня 2019    | 7 квітня 2020   | «Славія» (Прага)          | [ 119 ] |
| Прем'єр-ліга Белізу                          | Беліз                | 2019–2020 Закриття | 11 січня 2020     | 18 квітня 2020  | не визначено              | [ 120 ] |
| І-Ліга                                       | Індія                | 2019–2020          | 30 листопада 2019 | 18 квітня 2020  | Мохун Баган               | [ 121 ] |
| Ередивізі                                    | Нідерланди           | 2019–2020          | 2 серпня 2019     | 24 квітня 2020  | не визначено              | [ 122 ] |
| Жіноча Ередивізі                             | Нідерланди           | 2019–2020          | 23 серпня 2019    | 24 квітня 2020  | не визначено              | [ 123 ] |
| Прімера Дивізіон                             | Аргентина            | 2019–2020          | 26 липня 2019     | 28 квітня 2020  | Бока Хуніорс              | [ 124 ] |
| Ліга 1                                       | Франція              | 2019–2020          | 9 серпня 2019     | 28 квітня 2020  | Парі Сен-Жермен           | [ 125 ] |
| Жіночий 1 дивізіон                           | Франція              | 2019–2020          | 24 серпня 2019    | 28 квітня 2020  | «Олімпік Ліон»            | [ 126 ] |
| Національний футбольний дивізіон Люксембургу | Люксембург           | 2019–2020          | 3 серпня 2019     | 28 квітня 2020  | не визначено              | [ 127 ] |
| Національна Ліга                             | Гондурас             | Клаусура 2020      | 10 січня 2020     | 29 квітня 2020  | не визначено              | [ 128 ] |
| Жирабола                                     | Ангола               | 2019–2020          | Листопад 2019     | 30 квітня 2020  | не визначено              | [ 129 ] |
| Футбольна ліга Гібралтару                    | Гібралтар            | 2019–2020          | 12 серпня 2019    | 1 травня 2020   | не визначено              | [ 130 ] |
| Національний чемпіонат Гвінеї                | Гвінея               | 2019–2020          | Жовтень 2019      | 1 травня 2020   | не визначено              | [ 131 ] |
| Прем'єр-ліга Кенії                           | Кенія                | 2019–2020          | 2019              | 1 травня 2020   | «Гор Магія»               | [ 132 ] |
| Прем'єр-ліга Нігеру                          | Нігер                | 2019–2020          | 2019              | 4 травня 2020   | не визначено              | [ 133 ] |
| Прем'єр-ліга Буркіна-Фасо                    | Буркіна-Фасо         | 2019–2020          | 16 серпня 2019    | 5 травня 2020   | не визначено              | [ 134 ] |
| Прем'єр-ліга Конго                           | Республіка Конго     | 2019–2020          | 5 жовтня 2019     | 5 травня 2020   | «Отоо»                    | [ 135 ] |
| Прем'єр-ліга Ефіопії                         | Ефіопія              | 2019–2020          | Листопад 2019     | 5 травня 2020   | не визначено              | [ 136 ] |
| Перший дивізіон Ліберії                      | Ліберія              | 2020               | 29 грудня 2019    | 4 травня 2020   | не визначено              | [ 137 ] |
| Прімера дивізіон (жінки)                     | Іспанія              | 2019–2020          | 7 вересня 2019    | 6 травня 2020   | «Барселона»               | [ 138 ] |
| Еліт Ван                                     | Камерун              | 2020               | 2020              | 12 травня 2020  | «Баменда»                 | [ 139 ] |
| Лінафут                                      | ДР Конго             | 2019–2020          | 15 серпня 2019    | 13 травня 2020  | «ТП Мазембе»              | [ 140 ] |
| Ліга Жупіле                                  | Бельгія              | 2019–2020          | 26 липня 2019     | 15 травня 2020  | «Брюгге»                  | [ 141 ] |
| Перший кіпрський дивізіон                    | Кіпр                 | 2019–2020          | 23 серпня 2019    | 15 травня 2020  | не визначено              | [ 142 ] |
| Національна прем'єр-ліга                     | Ямайка               | 2019–2020          | 1 вересня 2019    | 15 травня 2020  | не визначено              | [ 143 ] |
| Прімера дивізіон Венесуели                   | Венесуела            | 2020               | 30 січня 2020     | 15 травня 2020  | не визначено              | [ 144 ] |
| Таїті Ліга 1                                 | Таїті                | 2019–2020          | 27 вересня 2019   | 16 травня 2020  | «Пірае»                   | [ 145 ] |
| Прем'єр-ліга Бангладеш                       | Бангладеш            | 2020               | 13 лютого 2020    | 17 травня 2020  | не визначено              | [ 146 ] |
| Прем'єр-ліга Мальти                          | Мальта               | 2019–2020          | 23 серпня 2019    | 18 травня 2020  | «Флоріана»                | [ 147 ] |
| Прем'єр-ліга Шотландії                       | Шотландія            | 2019–20            | 3 серпня 2019     | 18 травня 2020  | «Селтік»                  | [ 148 ] |
| Валлійська прем'єр-ліга                      | Уельс                | 2019–2020          | 16 серпня 2019    | 19 травня 2020  | «Коннас-Кі Номадс»        | [ 149 ] |
| Прем'єр-ліга Уганди                          | Уганда               | 2019–2020]         | 2019              | 20 травня 2020  | «Вайперс»                 |         |
| ФУФА жіноча суперліга                        | Уганда               | 2019–2020          | 2019              | 20 травня 2020  | не визначено              | [ 150 ] |
| Перший дивізіон Ліги ГФА                     | Гамбія               | 2019–2020          | 6 грудня 2019     | 21 травня 2020  | не визначено              |         |
| Чемпіонат Південного Судану з футболу        | Південний Судан      | 2020               | 20 лютого 2020    | 21 травня 2020  | не визначено              |         |
| Ліга MX                                      | Мексика              | Клаусура 2020      | 10 січня 2020     | 22 травня 2020  | не визначено              | [ 151 ] |
| Ліга MX Феменіл                              | Мексика              | Клаусура 2020      | 4 січня 2020      | 22 травня 2020  | не визначено              | [ 151 ] |
| Прем'єр-ліга Руанди                          | Руанда               | 2019–2020          | 4 жовтня 2019     | 22 травня 2020  | АПР                       |         |
| Жіноча Суперліга ФА                          | Англія               | 2019–2020          | 7 вересня 2019    | 25 травня 2020  | «Челсі»                   | [ 152 ] |
| Національний чемпіонат Того                  | Того                 | 2019–2020          | 6 жовтня 2019     | 26 травня 2020  | «АСКО Кара»               | [ 153 ] |
| Ліванська Прем'єр-ліга                       | Ліван                | 2019–2020]         | 20 вересня 2019   | 28 травня 2020  | не визначено              | [ 154 ] |
| Прем'єр-ліга Боснії і Герцеговини            | Боснія і Герцеговина | 2019–2020          | 20 липня 2019     | 1 червня 2020   | «Сараєво»                 | [ 155 ] |
| Прем'єр-ліга Іраку                           | Ірак                 | 2019–2020          | 18 вересня 2019   | 3 червня 2020   | не визначено              | [ 156 ] |
| Македонська футбольна Перша ліга             | Північна Македонія   | 2019–2020          | 11 серпня 2019    | 4 червня 2020   | «Вардар»                  | [ 157 ] |
| Серія А (жінки)                              | Італія               | [2019–2020         | 14 вересня 2019   | 8 червня 2020   | «Ювентус»                 | [ 158 ] |
| Прем'єр-ліга Ботсвани                        | Ботсвана             | 2019–2020          | 31 серпня 2019    | 15 червня 2020  | «Джваненг Гелексі»        | [ 159 ] |
| Про Ліга ОАЕ                                 | ОАЕ                  | 2019–2020          | 19 вересня 2019   | 18 червня 2020  | не визначено              | [ 160 ] |
| Прем'єр-ліга Беніну                          | Бенін                | 2019–2020          | 6 жовтня 2019     | 29 червня 2020  | не визначено              | [ 161 ] |
| Прем'єр-ліга Гани                            | Гана                 | 2019–2020          | 28 грудня 2019    | 30 червня 2020  | не визначено              | [ 162 ] |
| Прем'єр-ліга Сенегалу                        | Сенегал              | 2019–2020          | 7 грудня 2019     | 9 липня 2020    | не визначено              | [ 163 ] |
| Професійна футбольна ліга Нігерії            | Нігерія              | 2019–2020          | 3 листопада 2019  | 10 липня 2020   | не визначено              | [ 164 ] |
| Національна прем'єр-ліга Сьєрра-Леоне        | Сьєрра-Леоне         | 2019–2020          | 4 грудня 2019     | 15 липня 2020   | не визначено              | [ 165 ] |
| Алжирська професійна ліга 1                  | Алжир                | 2019–2020          | 15 серпня 2019    | 29 липня 2020   | «Белуїздад»               | [ 166 ] |

#### Відкладені
| Ліга                                       | Країна            | Сезон         | Заплановані дати проведення сезону    | Дата призупинення                                                       | Дата відновлення                                                    | Джерело         |
| ------------------------------------------ | ----------------- | ------------- | ------------------------------------- | ----------------------------------------------------------------------- | ------------------------------------------------------------------- | --------------- |
| Йокарі-Ліга                                | Туркменістан      | 2020          | 6 березня 2020 (старт)                | 23 березня 2020                                                         | 19 квітня 2020                                                      | [ 167 ]         |
| К-Ліга 1                                   | Південна Корея    | 2020          | 29 лютого — 4 жовтня 2020             | 24 лютого 2020                                                          | 8 травня 2020                                                       | [ 168 ]         |
| Прем'єр-ліга Фарерських островів           | Фарерські острови | 2020          | 8 березня 2020 — 7 листопада 2020     | 8 березня 2020                                                          | 9 травня 2020                                                       | [ 169 ]         |
| Німецька Бундесліга                        | Німеччина         | 2019–2020     | 16 серпня 2019 — 27 червня 2020       | 13 березня 2020                                                         | 16 травня 2020                                                      | [ 170 ]         |
| Ліга ФПД                                   | Коста-Рика        | Клаусура 2020 | 11 січня 2020 — 17 або 31 травня 2020 | 18 березня 2020                                                         | 19 травня 2020                                                      | [ 171 ]         |
| Мейстріліга                                | Естонія           | 2020          | 6 березня 2020 — 7 листопада 2020     | 8 березня 2020                                                          | 19 травня 2020                                                      | [ 172 ]         |
| Угорський національний чемпіонат з футболу | Угорщина          | 2019–2020     | 21 липня 2019 — травень 2020          | 16 березня 2020                                                         | 17 травня 2020                                                      | [ 173 ]         |
| Прем'єр-ліга Бурунді                       | Бурунді           | 2019–2020     | 10 серпня 2019 — квітень 2020         | 5 квітня 2020                                                           | 21 травня 2020                                                      | [ 174 ]         |
| Перша чеська футбольна ліга                | Чехія             | 2019–2020     | 12 липня 2019 — травня 2020           | 12 березня 2020                                                         | 25 травня 2020                                                      | [ 175 ]         |
| Сирійська Прем'єр-ліга                     | Сирія             | 2019–2020     | 20 жовтня 2019 — травень 2020         | 9 березня 2020                                                          | 28 травня2020                                                       | [ 176 ]         |
| Данська Суперліга                          | Данія             | 2019–2020     | 12 липня 2019 — 24 травня 2020        | 12 березня 2020                                                         | 29 травняу 2020                                                     | [ 177 ]         |
| Фрауен-Бундесліга                          | Німеччина         | 2019–2020     | 17 серпня 2019 — 17 травня 2020       | 16 березня 2020                                                         | 29 травня 2020                                                      | [ 178 ]         |
| Екстракляса з футболу                      | Польща            | 2019–2020     | 12 липня 2019 — 17 травня 2020        | 13 березня 2020                                                         | 29 травня 2020                                                      | [ 174 ]         |
| Литовська А-ліга                           | Литва             | 2020          | 8 березня 2020 — 7 листопада 2020     | 12 березня 2020                                                         | 30 травня 2020                                                      | [ 179 ]         |
| Сербська Суперліга                         | Сербія            | 2019–2020     | 19 липня 2019 — травень 2020          | 15 березня 2020                                                         | 30 травня 2020                                                      | [ 180 ]         |
| Українська прем'єр-ліга                    | Україна           | 2019–2020     | 28 липня 2019 — травень 2020          | 17 березня 2020                                                         | 30 травня 2020                                                      | [ 181 ]         |
| Ізраїльська прем'єр-ліга                   | Ізраїль           | 2019–2020     | 24 серпня 2019 — травень 2020         | 12 березня 2020                                                         | 30 травня 2020                                                      | [ 182 ]         |
| Перша ліга Чорногорії                      | Чорногорія        | 2019–2020     | 3 серпня 2019 — травень 2020          | 13 березня 2020                                                         | 1 червня 2020                                                       | [ 183 ]         |
| Австрійська футбольна бундесліга           | Австрія           | 2019–2020     | 26 липня 2019 — 7 березня 2020        | 18 березня 2020                                                         | 2 червня 2020                                                       | [ 184 ]         |
| Албанська Суперліга                        | Албанія           | 2019–2020     | 23 серпня 2019 — травень 2020         | 12 березня 2020                                                         | 3 червня 2020                                                       | [ 185 ]         |
| Прімейра-Ліга                              | Португалія        | 2019–2020     | 9 серпня 2019 — 17 травня 2020        | 12 березня 2020                                                         | 3 червня 2020                                                       | [ 186 ]         |
| Перша професіональна футбольна ліга        | Болгарія          | 2019–2020     | 12 липня 2019 — травень 2020          | 13 березня 2020                                                         | 5 червня 2020                                                       | [ 187 ]         |
| Перша футбольна ліга Словенії              | Словенія          | 2019–2020     | 13 липня 2019 — 15 травня 2020        | 12 березня 2020                                                         | 5 чепвня 2020                                                       | [ 188 ]         |
| В.Ліга 1                                   | В'єтнам           | 2020          | 6 березня 2020 (дата початку)         | 16 березня 2020 (перше призупинення) 26 липня 2020 (друге призупинення) | 5 червня 2020 (перше відновлення) 9 жовтня 2020 (друге відновлення) | [ 189 ] [ 190 ] |
| Перша хорватська футбольна ліга            | Хорватія          | 2019–2020     | 19 липня 2019 — травня 2020           | 12 березня 2020                                                         | 6 червня 2020                                                       | [ 191 ]         |
| Суперліга Греції                           | Греція            | 2019–2020     | 24 серпня 2019 — травня 2020          | 13 березня 2020                                                         | 6 червня 2020                                                       | [ 192 ]         |
| Ла-Ліга                                    | Іспанія           | 2019–2020     | 16 серпня 2019 — 24 травня 2020       | 12 березня 2020                                                         | 11 червня 2020                                                      | [ 193 ]         |
| Ліга I                                     | Румунія           | 2019–2020     | 12 липня 2019 — червень 2020          | 12 березня 2020                                                         | 12 червня 2020                                                      | [ 194 ]         |
| Турецька Суперліга                         | Туреччина         | 2019–2020     | 16 серпня 2019 — травень 2020         | 19 березня 2020                                                         | 12 червня 2020                                                      | [ 195 ]         |
| Словацька Суперліга                        | Словаччина        | 2019–2020     | 20 липня 2019 — 24 травня 2020        | 12 березня 2020                                                         | 13 червня 2020                                                      | [ 196 ]         |
| Аллсвенскан                                | Швеція            | 2020          | 4 квітня 2020 — 8 листопада 2020      | 19 березня 2020                                                         | 14 червня 2020                                                      | [ 197 ]         |
| Елітесеріен                                | Норвегія          | 2020          | 4 квітня 2020 — 29 листопада 2020     | 12 березня 2020                                                         | 16 червня 2020                                                      | [ 198 ]         |
| Англійська Прем'єр-ліга                    | Англія            | 2019–2020     | 9 серпня 2019 — 17 травня 2020        | 13 березня 2020                                                         | 17 червня 2020                                                      | [ 199 ]         |
| Російська прем'єр-ліга                     | Росія             | 2019–2020     | 12 липня 2019 — травень 2020          | 17 березня 2020                                                         | 19 червня 2020                                                      | [ 200 ]         |
| Ліга Ірландії                              | Ірландія          | 2020          | 14 лютого 2020 — 30 жовтня 2020       | 12 березня 2020                                                         | 31 липня 2020                                                       | [ 201 ] [ 202 ] |
| Швейцарська Суперліга                      | Швейцарія         | 2019–2020     | 19 липня 2019 — травень 2020          | 28 лютого 2020                                                          | 19 червня 2020                                                      | [ 203 ]         |
| Італійська Серія А                         | Італія            | 2019–2020     | 25 серпня 2019 — 24 травня 2020       | 9 березня 2020                                                          | 20 червня 2020                                                      | [ 204 ]         |
| Про-ліга Перської затоки                   | Іран              | 2019–2020     | 23 серпня 2019 — травень 2020         | 11 березня 2020                                                         | 24 червня 2020                                                      | [ 205 ]         |
| Вейккаусліга                               | Фінляндія         | 2020          | 3 квітня 2020 — 1 вересня 2020        | 13 березня 2020                                                         | 1 липня 2020                                                        | [ 206 ]         |
| Прем'єр-ліга Казахстану                    | Казахстан         | 2020          | 7 березня 2020 (дата старту)          | 16 березня 2020                                                         | 1 липня 2020 (перше відновлення) 18 серпня 2020 (друге відновлення) | [ 207 ]         |
| Джей-ліга 1                                | Японія            | 2020          | 21 лютого — 5 грудня 2020             | 25 лютого 2020                                                          | 4 липня 2020                                                        | [ 208 ]         |
| Major League Soccer                        | США Канада        | 2020          | 29 лютого — 7 листопада 2020          | 12 березня 2020                                                         | 8 липня 2020                                                        | [ 209 ]         |
| А-ліга                                     | Австралія         | 2019-2020     | 11 жовтня — 26 квітня 2020            | 24 березня 2020                                                         | 17 липня 2020                                                       | [ 210 ]         |
| Ліга Надешіко                              | Японія            | 2020          | 2 травня 2020 (дата старту)           | березень 2020                                                           | 18 липня 2020                                                       | [ 211 ]         |
| Перший дивізіон Парагваю                   | Парагвай          | 2020          | 17 січня 2020 (дата старту)           | 13 березня 2020                                                         | 21 липня 2020                                                       | [ 212 ]         |
| Ліга зірок Катару                          | Катар             | 2019–2020     | 21 серпня 2019 — квітень 2020         | 16 березня 2020                                                         | 24 липня 2020                                                       | [ 213 ]         |
| Китайська Суперліга                        | КНР               | 2020          | 22 лютого 2020 — 31 жовтня 2020       | 30 січня 2020                                                           | 25 липня 2020                                                       | [ 214 ]         |
| Ботола                                     | Марокко           | 2019–2020     | 14 вересня 2019 — травень 2020        | 14 березень 2020                                                        | 27 липня 2020                                                       | [ 215 ]         |
| Туніська професійна ліга 1                 | Туніс             | 2019–2020     | 24 серпня 2019 — червень 2020         | 16 березня 2020                                                         | 1 серпня 2020                                                       | [ 216 ]         |
| Саудівська Професіональна ліга             | Саудівська Аравія | 2019–2020     | 22 серпня 2019 — травень 2020         | 15 березня 2020                                                         | 4 серпня 2020                                                       | [ 217 ]         |
| Прем'єр-ліга Єгипту                        | Єгипет            | 2019–2020     | 21 вересня 2019 — травень 2020        | 14 березня 2020                                                         | 9 серпня 2020                                                       | [ 218 ]         |
| Канадська прем'єр-ліга                     | Канада            | 2020          | 11 квітня 2020 — 4 жовтня 2020        | 20 березня 2020                                                         | 13 серпня 2020                                                      | [ 219 ]         |
| Філіппінська футбольна ліга                | Філіппіни         | 2020          | травень 2020 (дата старту)            | 13 березня 2020                                                         | 25 жовтня 2020                                                      | [ 220 ]         |

#### Скасовано
| Ліга                        | Країна    | Сезон | Заплановані дати проведення сезону | Дата скасування | Джерело                 |
| --------------------------- | --------- | ----- | ---------------------------------- | --------------- | ----------------------- |
| Філіппінська футбольна ліга | Філіппіни | 2021  | 21 серпня 2021 (дата старту)       | 22 жовтня 2021  | [ 221 ] [ 222 ] [ 223 ] |

### Турніри

#### Скасовано
| Турнір                      | Приймаюча країна | Заплановані дати проведення   | Дата скасування | Джерело |
| --------------------------- | ---------------- | ----------------------------- | --------------- | ------- |
| Кубок націй ОФК 2020        | Нова Зеландія    | 6–20 червня 2020              | 21 квітня 2020  | [ 102 ] |
| Кубок Солідарності АФК 2020 | Не встановлено   | 30 листопада — 13 грудня 2020 | 10 вересня 2020 | [ 95 ]  |
| Кубок АФК 2020              | Не встановлено   | 10 лютого — 7 листопада 2020  | 10 вересня 2020 | [ 14 ]  |